# 岛斗
岛斗是浙江省岱山县衢山岛和衢山镇的中心城镇，也是衢山镇人民政府所在地。现有镇区范围包括“岛斗岙”、“南大岙”等地，习惯上合称岛斗。其中岛斗岙为1962年至1965年间设立的大衢县的县城所在地。

## 人口和面积
岛斗城镇面积2.1平方公里。人口4264，是衢山岛上最大的城镇和岱山县第三大城镇，次于县城高亭和东沙角。

## 历史和行政
1962年至1964年间，岛斗城镇为大衢县人民政府所在地。
2005年1月7日，岱山县人民政府批复同意撤销衢山镇一二居委合并成立岛斗社区居委会的批复，从此岛斗城镇的行政统一归岛斗社区居委会。
1. ↑  《中华人民共和国行政区划简册1962年》第42页标记为“大衢县（岛斗岙）”